# Suleman Hamid
Suleman Hamid (en amharique : ሱሌማን ሀሚድ), né le 20 octobre 1997 à Asosa, est un footballeur international éthiopien. Il joue au poste d'arrière droit à Saint-George SC.

## Biographie

### En sélection
Il joue son premier match en sélection lors d'une rencontre amicale perdu 3-2 contre la Zambie. 
Il dispute ensuite la Coupe d'Afrique des nations 2021 qui se déroule au Cameroun.